# Hemiolaus vividus
Hemiolaus vividus är en fjärilsart som beskrevs av Elliot C.G. Pinhey 1962. Hemiolaus vividus ingår i släktet Hemiolaus och familjen juvelvingar. Inga underarter finns listade i Catalogue of Life.